# Jonathan Bailey
Jonathan Stuart Bailey (Wallingford, Reino Unido; 25 de abril de 1988) es un actor británico, conocido internacionalmente por interpretar a Anthony Bridgerton en la serie Bridgerton. Comenzó a destacar con su papel en la serie musical Groove High (2012) de Disney Channel y por su participación en la serie de Crashing (2016), en la cual interpretó el papel de Sam.

## Primeros años
Jonathan Stuart Bailey nació el 25 de abril de 1988 en Wallingford, Oxfordshire. Bailey tiene tres hermanas mayores. Creció en las cercanías de Benson y Brightwell-cum-Sotwell. Describió su educación como una «cooperativa de cuatro mujeres brillantes y un padre que tiene una ética de trabajo increíble». Decidió que quería ser actor a la edad de cinco años después de que su abuela lo llevó a ver una producción de Oliver! en Londres. Su primera aparición en el escenario fue en una producción de su escuela primaria de El Arca de Noé, interpretando una gota de lluvia.
Bailey asistió a la escuela secundaria The Oratory School mientras tomaba lecciones de ballet. Más tarde obtuvo una beca de música para el Magdalen College School, en Oxford, donde aprendió a tocar el piano y el clarinete. Después de conseguir un agente de talentos a los 15 años y conseguir papeles como actor, rechazó su oferta de aceptación en la universidad y optó por no ir a la escuela de teatro.

## Carrera

### 1995–2010: Inicios en el teatro y primeros papeles
A través de su club de baile en Henley-on-Thames, Bailey audicionó y consiguió los papeles alternos de Tiny Tim y Scrooge (joven) en la producción de 1995 de la Royal Shakespeare Company (RSC) de A Christmas Carol en el Barbican Theatre de Londres cuando tenía siete años. Al año siguiente, hizo su debut televisivo en el drama de época victoriana Bramwell.
En 2001, Bailey interpretó al Príncipe Arturo para King John del RSC. Hizo su debut cinematográfico en 2004 en Five Children and It, una adaptación cinematográfica de la novela de fantasía de E. Nesbit del mismo nombre. En 2006, comenzó a ensayar para una reposición de la obra Beautiful Thing en Londres, reemplazando a Andrew Garfield en el papel principal. A esto le siguieron papeles invitados en las series británicas de larga duración como Doctors y The Bill. Su primer papel protagónico en televisión fue en la comedia de situación de la BBC de 2009, Off the Hook, sobre un grupo de estudiantes universitarios de primer año.

### 2011–2018: Papeles importantes y popularidad

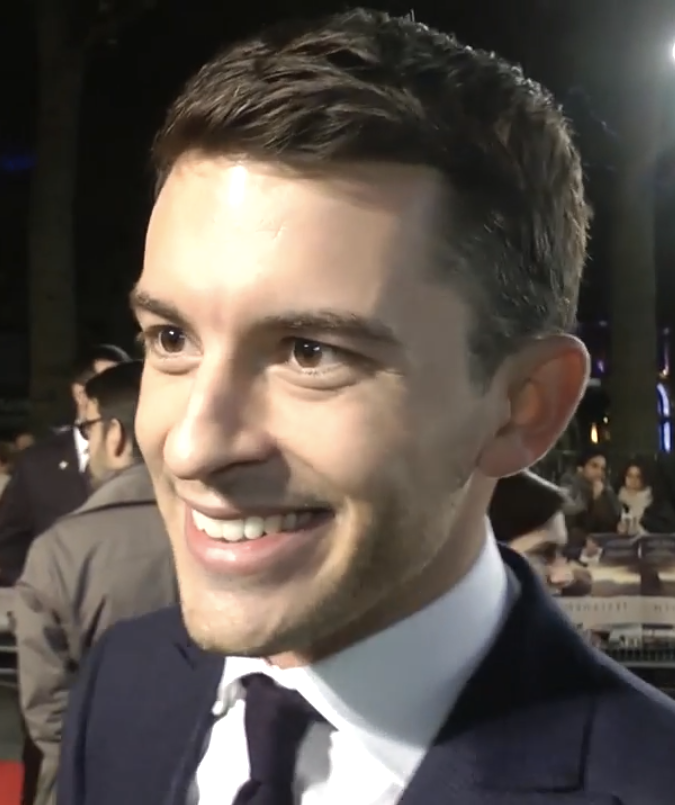
Bailey en 2014

Comenzó trabajando en la serie de ITV Bramwell y después de interpretar pequeños papeles en varias series de televisión y películas, consiguió un papel principal en la comedia Campus. En 2011 fue elegido como el joven Leonardo da Vinci en la serie Leonardo y actuó junto a Sarah Alexander en la comedia de la BBC Me and Mrs. Jones.
Fue nominado a un Evening Standard Award como mejor actor debutante en 2012 por su actuación en South Downs. También interpretó el papel de Tim Price en el musical American Psycho en diciembre de 2013.
En el escenario, el entonces director artístico del Royal National Theatre, Nicholas Hytner, lo eligió como Cassio en su producción de Otelo de William Shakespeare en el Olivier Theatre en 2013. La producción se mostró en cines a través del National Theatre Live.
En 2014, apareció como estrella invitada en el episodio de Doctor Who: «Time Heist». También tuvo un papel secundario en la película de época Testament of Youth basada en las memorias de Vera Brittain sobre la Primera Guerra Mundial. Bailey volvió a la comedia en el programa satírico de W1A como Jack, un empleado de la BBC. En 2016, Bailey interpretó a Sam, un agente inmobiliario obsesionado con el sexo en el primer proyecto televisivo de Phoebe Waller-Bridge, Crashing. También participó en tres episodios de la serie Jack Ryan.

### 2019–presente: Reconocimiento y expansión
Desde 2020 interpreta a Anthony Bridgerton en la serie de Netflix, Bridgerton, por la cual se hizo reconocido mundialmente. Tras tener un papel principal en la primera temporada, pasó a ser el principal protagonista de la segunda tanda de episodios, mientras que fue relevado a un papel recurrente para la tercera temporada. Por su interpretación fue nominado a un premio Gold Derby.
En 2023 participó como protagonista en la miniserie Fellow Travelers, interpretando a Tim Laughlin. Con su personaje, logró ser nominado en los Premios Primetime Emmy como mejor actor de reparto en una miniserie, además de obtener el galardón en los Premios de la Crítica Cinematográfica y otro en los Premios Satellite.
Para 2024, participó en la película musical Wicked, donde interpreta a Fiyero Tigelaar, un príncipe Winkie que conoce a Elphaba (Cynthia Erivo) y Glinda (Ariana Grande) en la escuela. En 2025,  interpretó a Richard II en el Bridge Theatre en la producción de Nicholas Hytner de la obra de Shakespeare, Richard II. Además, Bailey protagonizó la película,  Jurassic World Rebirth dirigida por Gareth Edwards.

## Vida personal
Bailey reside en Hove, donde va a nadar en el mar todas las mañanas para «estimularse, tonificarse y reanimarse». Se considera un buen deportista, practica el ciclismo, ha competido en maratones y triatlones, además es aficionado al remo y al montañismo. En 2018, caminó hasta el campo base del Everest en Nepal; al año siguiente, escaló los picos del Ben Nevis, Scafell Pike y Snowdon en 24 horas (el Desafío Nacional de los Tres Picos) para recaudar fondos para la Asociación de Enfermedades de las Neuronas Motoras.
Bailey se declaró gay en privado ante sus amigos y familiares cuando tenía poco más de veinte años, pero no hizo comentarios al respecto en público hasta años más tarde. Aunque cauteloso a la hora de hablar de su sexualidad, que lo ve como un asunto personal, está comprometido con la visibilidad y la representación del colectivo en los medios: «Si puedo llenar espacios que no tuve cuando era niño, entonces estoy más que satisfecho con la representación que hago».

## Filmografía
| Año  | Título                    | Personaje        | Notas                | Ref.   |
| ---- | ------------------------- | ---------------- | -------------------- | ------ |
| 2004 | Five Children and It      | Cyril            |                      |        |
| 2007 | Elizabeth: The Golden Age | Cortesano        |                      |        |
| 2007 | St Trinian's              | Caspar           |                      |        |
| 2009 | Permanent Vacation        | Max Bury         |                      |        |
| 2014 | Testament of Youth        | Geoffrey Thurlow |                      | [ 35 ] |
| 2016 | The Young Messiah         | Herodes Arquelao |                      | [ 36 ] |
| 2017 | The Mercy                 | Ian Wheeler      |                      | [ 37 ] |
| 2021 | Best Birthday Ever        | Padre            | Papel de voz         | [ 38 ] |
| 2024 | Wicked                    | Fiyero Tigelaar  |                      | [ 39 ] |
| 2025 | Jurassic World: Rebirth   | Henry Loomis     |                      | [ 40 ] |
| 2025 | Wicked: For Good          | Fiyero Tigelaar  | Pendiente de estreno | [ 39 ] |

| Año       | Título           | Personaje           | Notas                             |
| --------- | ---------------- | ------------------- | --------------------------------- |
| 2009      | Off the Hook     | Danny Gordon        | Elenco principal; 7 episodios     |
| 2010      | Lewis            | Titus Mortmaigne    | Episodio: «The Dead of Winter»    |
| 2011–2012 | Leonardo         | Leonardo da Vinci   | Protagonista; 16 episodios        |
| 2012      | Me and Mrs Jones | Alfie Jones         | Elenco principal (miniserie)      |
| 2012      | Pramface         | Glynn               | Episodio: «Edinburgh in Scotland» |
| 2012–2013 | Groove High      | Tom Mason           | Protagonista; 26 episodios        |
| 2013      | Some Girls       | Nick the Counsellor | 1 episodio                        |
| 2013–2015 | Broadchurch      | Olly Stevens        | Recurrente; 16 episodios          |
| 2014      | Doctor Who       | Psi                 | Episodio: «Time Heist»            |
| 2014–2017 | W1A              | Jack Patterson      | Recurrente; 14 episodios          |
| 2016      | Crashing         | Sam                 | Elenco principal; 6 episodios     |
| 2018      | Jack Ryan        | Lance Miller        | 3 episodios                       |
| 2020–2024 | Bridgerton       | Anthony Bridgerton  | Elenco principal; 19 episodios    |
| 2023      | Fellow Travelers | Timothy Laughlin    | Elenco principal (miniserie)      |
| 2024      | Heartstopper     | Jack Maddox         | Invitado especial                 |

| Año  | Título                            | Personaje               | Ref.   |
| ---- | --------------------------------- | ----------------------- | ------ |
| 2014 | Forza Horizon 2                   | Dan Williams            |        |
| 2015 | Everybody's Gone to the Rapture   | Rhys Shipley            | [ 41 ] |
| 2017 | Final Fantasy XIV: Stormblood     | Enigmatic Figure        | [ 42 ] |
| 2019 | Final Fantasy XIV: Shadowbringers | Crystal Exarch          |        |
| 2021 | Final Fantasy XIV: Endwalker      | G'raha Tia / Growingway | [ 43 ] |
| 2024 | Final Fantasy XIV: Dawntrail      | G'raha Tia              | [ 43 ] |

## Premios y nominaciones
Premios de la Crítica Televisiva
| Año  | Categoría                                    | Trabajo          | Resultado |
| ---- | -------------------------------------------- | ---------------- | --------- |
| 2024 | Mejor actor de reparto en película/miniserie | Fellow Travelers | Ganador   |

Premios Primetime Emmy
| Año  | Categoría                                      | Trabajo          | Resultado |
| ---- | ---------------------------------------------- | ---------------- | --------- |
| 2024 | Mejor actor de reparto - Miniserie o telefilme | Fellow Travelers | Nominado  |

Premios Laurence Olivier
| Año  | Categoría                            | Trabajo | Resultado |
| ---- | ------------------------------------ | ------- | --------- |
| 2019 | Mejor actor de reparto en un musical | Company | Ganador   |

Premios Satellite
| Año  | Categoría                                                                          | Trabajo          | Resultado |
| ---- | ---------------------------------------------------------------------------------- | ---------------- | --------- |
| 2023 | Mejor actor de reparto en una miniserie, serie limitada o película para televisión | Fellow Travelers | Ganador   |

Premios del Sindicato de Actores
| Año  | Categoría                            | Trabajo    | Resultado |
| ---- | ------------------------------------ | ---------- | --------- |
| 2021 | Mejor reparto de televisión de drama | Bridgerton | Nominado  |